# Leiurus
Leiurus са род скорпиони, принадлежащи към семейство Buthidae.

## Разпространение
Видовете от този род се срещат основно в Мали и Иран.

## Класификация
Род Leiurus
- Вид Leiurus abdullahbayrami Yagmur, Koc & Kunt, 2009
- Вид Leiurus jordanensis Lourenço, Modry & Amr, 2002
- Вид Leiurus nasheri Kovarik, 2007
- Вид Leiurus quinquestriatus Christian Gottfried Ehrenberg, 1828
- Вид Leiurus savanicola Lourenço, Qi & Cloudsley-Thompson, 2006